# 佛石寺
佛石寺（ぶっせきじ）は、富山県高岡市にある曹洞宗の寺院。山号は仏舎利山。

## 概要
二上丘陵の鉢伏山に位置する。山麓にある正法寺の道前泰貫により開かれた曹洞宗の寺院で、仏舎利塔が二上山万葉ラインの名所となっている。

## 伽藍
- 仏舎利塔
- 千体地蔵

## 交通
- 二上山万葉ライン